# Historia de regibus Gothorum, Vandalorum et Suevorum

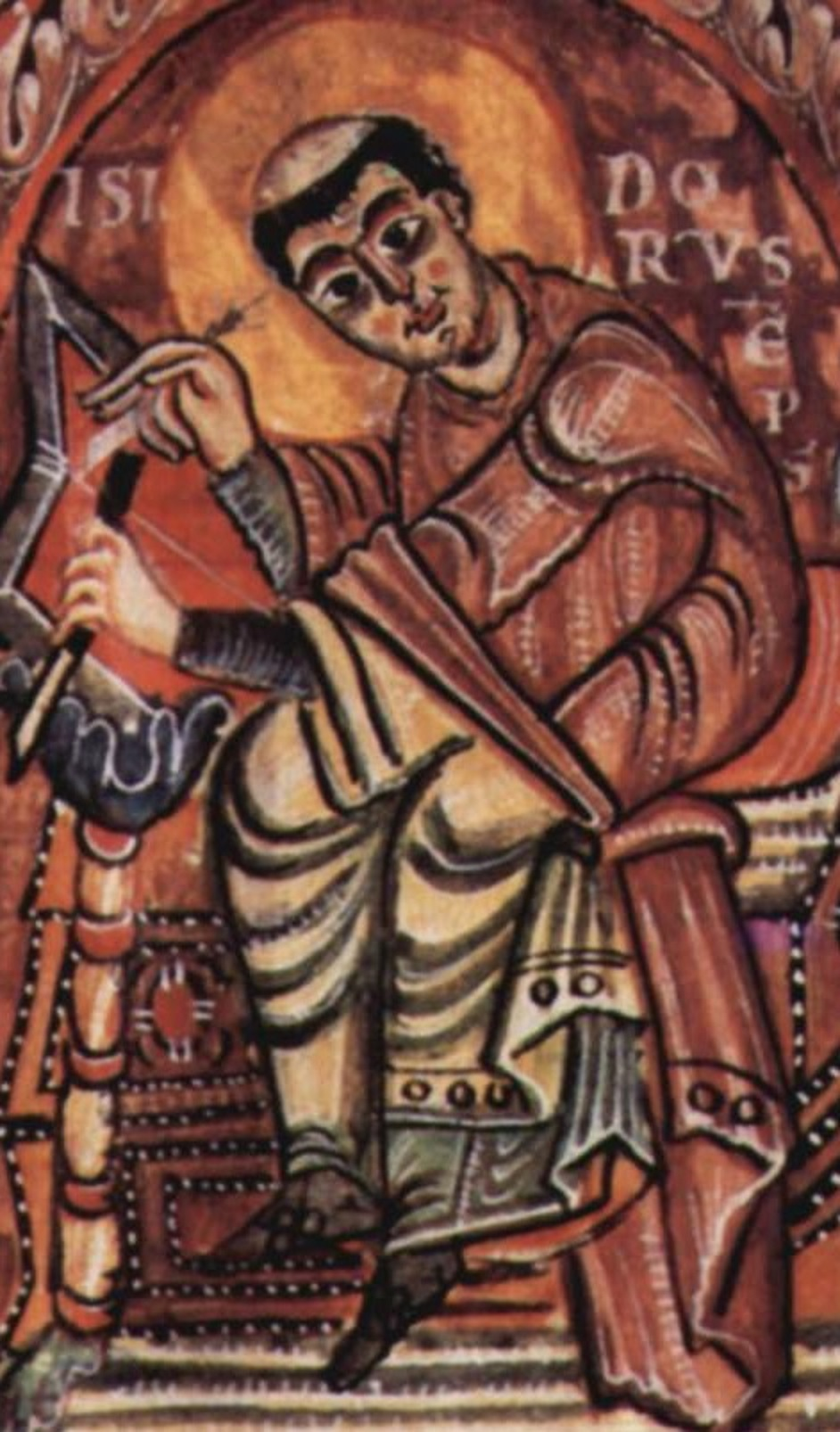
Cuadro de Isidoro de Sevilla.

La Historia (de regibus) Gothorum, (Vandalorum et Suevorum) («Historia de los Reyes de los Godos, vándalos y suevos») es la historia de los Godos, entre los años 265 al 624, escrita en latín por Isidoro de Sevilla. 
Es un relato condensado y debido a la diversidad de fuentes, es a veces contradictorio.
La historia de los vándalos se adjunta después de la de los Godos, seguida de una separata de la de los suevos.

## Contenido
Isidoro comienza su historia con un prólogo, «Laus Spaniae», alabando las virtudes de la  España. Aquí emplea la expresión «mater Spania» (la madre España). El resto de la obra elabora y defiende la identidad gótica de la España unificada. Isidoro usa la era española para sus dataciones. La fuente principal de su historia temprana era la de Jerónimo de Estridón, continuación de la de Eusebio de Cesarea en el año 378. De ahí  en adelante  usa principalmente la de  Orosio (hasta 417) y, para España, Hidacio (hasta 469). Para su historia posterior se basa en Próspero de Tiro, continuación de la obra de Jerónimo de Estridón entre 405 y 453. Víctor de Tunnuna es su principal testigo de África en los años 444 a 566 y Juan de Biclaro para la historia española reciente (565-590). Isidoro también hizo uso de una crónica, perdida en parte, de Máximo de Zaragoza. Para los eventos en España entre 590 y 624 Isidoro es la fuente principal del historiador. 
La  Historia fue compuesta en dos versiones, ambas sobrevivientes. La primera, efectuada probablemente en 619, es la más corta. La versión más larga fue probablemente terminada en 624, en el tercer año de reinado de Suintila. Solo la versión más larga contiene «Laus Spaniae» y el «Laus Gothorum», un elogio a los Godos, que divide la historia de los godos (hasta el reinado de Suinthila) de la de los vándalos. La edición de la versión más larga de Theodor Mommsen es el estándar y fue la base de la traducción al inglés primero. La Historia fue previamente traducida al alemán.